# Rhodopina tonkinensis
Rhodopina tonkinensis är en skalbaggsart som först beskrevs av Stefan von Breuning 1936.  Rhodopina tonkinensis ingår i släktet Rhodopina och familjen långhorningar. Inga underarter finns listade i Catalogue of Life.